# Tigreana
Tigreana là một chi bướm đêm thuộc họ Noctuidae.